# Rüppells papegaai
De Rüppells papegaai (Poicephalus rueppellii) is een vogel uit de familie Psittacidae (Papegaaien van Afrika en de Nieuwe Wereld). Deze vogel is genoemd naar de Duitse natuuronderzoeker en ontdekkingsreiziger Eduard Rüppell.

## Verspreiding en leefgebied
Deze soort komt voor in Angola en Namibië en telt twee ondersoorten:
- P. r. rueppellii: noordwestelijk Angola.
- P. r. mariettae: zuidwestelijk Angola en noordelijk Namibië.

## Status
De grootte van de populatie is niet gekwantificeerd maar de soort wordt omschreven als vrij algemeen. Op de Rode lijst van de IUCN heeft deze soort de status niet bedreigd.